# 懲教署警衛犬隊
懲教署警衛犬隊（英文：Correctional Services Dog Unit，縮寫：CSDU）於1987年成立，隸屬於懲教署，其主要責任為訓練及培育飼養工作犬成為警衛犬，以執行巡邏及緝毒等任務。

## 組織
- 懲教署警衛犬隊：由一名懲教主任出任主管。
  - 分隊：港島
  - 分隊：新界
  - 分隊：喜靈洲
  - 分隊：大嶼山
  - 分隊：羅湖[3]

### 歷任主管
- 趙志強
- 王于超
- 鄭貴隆

## 歷史
2008年8月，懲教署警衛犬隊成功研究及發現訓練工作犬憑藉嗅覺搜尋手提電話的方法，為東南亞之首。 

## 犬種
懲教署警衛犬由懲教署自行配種或由香港社會捐贈，為了避免近親繁殖，令到新生犬隻患上遺傳性疾病，2008年年底懲教署警衛犬首度於瀋陽警犬基地及南京警犬研究所引入9隻犬在香港工作及配種。

### 主要負責緝毒
- 史賓格犬
- 比格犬[4]
- 拉布拉多犬

### 主要負責警衛巡邏
- 德國牧羊犬[5]
- 昆明犬

## 訓練
犬隻在兩、三個月大時，會接受訓練前預先練習，熟習某件玩具並且培養到對其感到興趣，至其一歲大時，就會正式接受為期約12星期的訓練，方能正式執勤。

## 相關參見
- 警犬隊